# DotGNU
DotGNU forma part del Projecte GNU i té la finalitat principal de proporcionar un substitut lliure i de codi obert per a Microsoft .NET. De forma secundària el projecte cerca millorar el suport per altres plataformes diferents a Windows i per altres processadors. L'objectiu del projecte és proporcionar una biblioteca de classes 100% compatible amb l'especificació Common Language Specification (CLS).
Des de desembre de 2012 el projecte resta inactiu, a excepció de libjit, a l'espera de formar un equip de voluntaris capaç de continuar.